# Sokher Goldstein
Sokher Goldstein (il nome si scrive anche Suher, Soher, Socher o Sukher; 1859 – 1887) è stato un cantante e attore teatrale ucraino, uno degli interpreti fondatori del teatro yiddish. Ebreo, presumibilmente di origine ucraina o rumena, non si sa nulla della sua vita prima che Abraham Goldfaden lo reclutasse a Iaşi nel 1876 come secondo attore dopo Israel Grodner per quella che divenne la prima compagnia teatrale yiddish professionale.

## Biografia
Goldstein partecipò allo spettacolo al Gradina Pomul Verde ("Il giardino verde degli alberi da frutto") che è spesso considerato il primo spettacolo professionale di teatro yiddish. Molto probabilmente il pezzo di Goldfaden che è stato eseguito era un vaudeville semi improvvisato intitolato Dos Bintl Holts, "Il fascio di legno". Goldstein partecipò a un tour con Goldfaden a Botoşani, Galaţi, Brăila e infine a Bucarest, dove la troupe si stabilì per circa due anni.
Secondo Joel Berkowitz, "la sua faccia da ragazzo gli ha fatto ottenere tutti i ruoli delle donne fino a quando la troupe ha assunto la sua prima attrice pochi mesi dopo". Quell'attrice era la giovane Sara Segal, che incontrò e sposò a Galaţi; dopo il matrimonio prese il nome di Sofia Goldstein; dopo la sua morte, si risposò e divenne famosa come Sofia Karp. (Vedi Sophia Karp per ulteriori informazioni sul matrimonio.)
A Bucarest, si è esibito per Goldfaden e altri registi teatrali.
Morì di tubercolosi.